# Summer's Blood

Summer's Blood (ou Summer) est un film d'horreur canadien réalisé par Lee Demarbre en 2009. Il est sorti directement en DVD le 10 novembre 2009.

## Synopsis
Summer (Ashley Greene) est une adolescente difficile. Elle sillonne les routes à la recherche de son père, avec pour seule information une lettre qu'elle a reçue d'une bourgade isolée. C'est à cet endroit qu'elle rencontre Tom. Après une nuit passée l'un avec l'autre Summer veut repartir sans dire au revoir, mais Tom et sa famille l'enlèvent. Summer essaie tout ce qu'elle peut pour s'échapper des griffes de ces psychopathes, ce qui risque d'être compliqué, surtout quand un autre membre de la famille réapparaît...

## Distribution
- Ashley Greene (VF : Edwige Lemoine) : Summer
- Stephen McHattie (VF : Marc Alfos) : Gant Hoxey
- Barbara Niven : Gaia
- Peter Mooney : Tom Hoxey
- Danielle Kind : Amber
- Sean Tucker : Cliff
- Peter Michael Dillon (VF : Cyrille Monge) : Darwin
- Cinthia Burke : Jessie
- Cathy Symonds : Hooker
- Teri Loretto : Twila
- Daniel Simpson : le barman
- Paul Whitney : le sheriff